# David de Pury

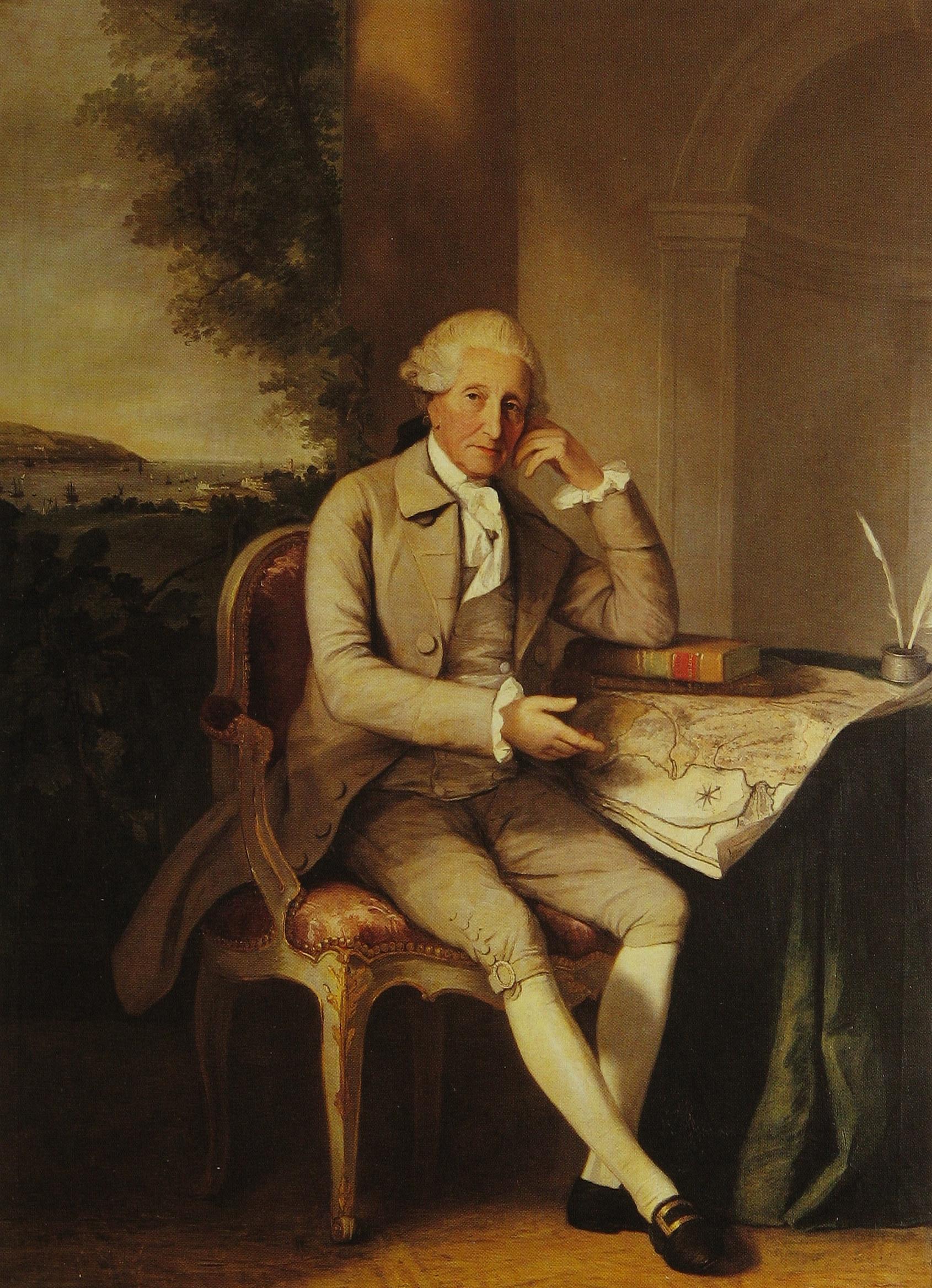
David de Pury, gemalt von Thomas Hickey, Hôtel de ville Neuchâtel

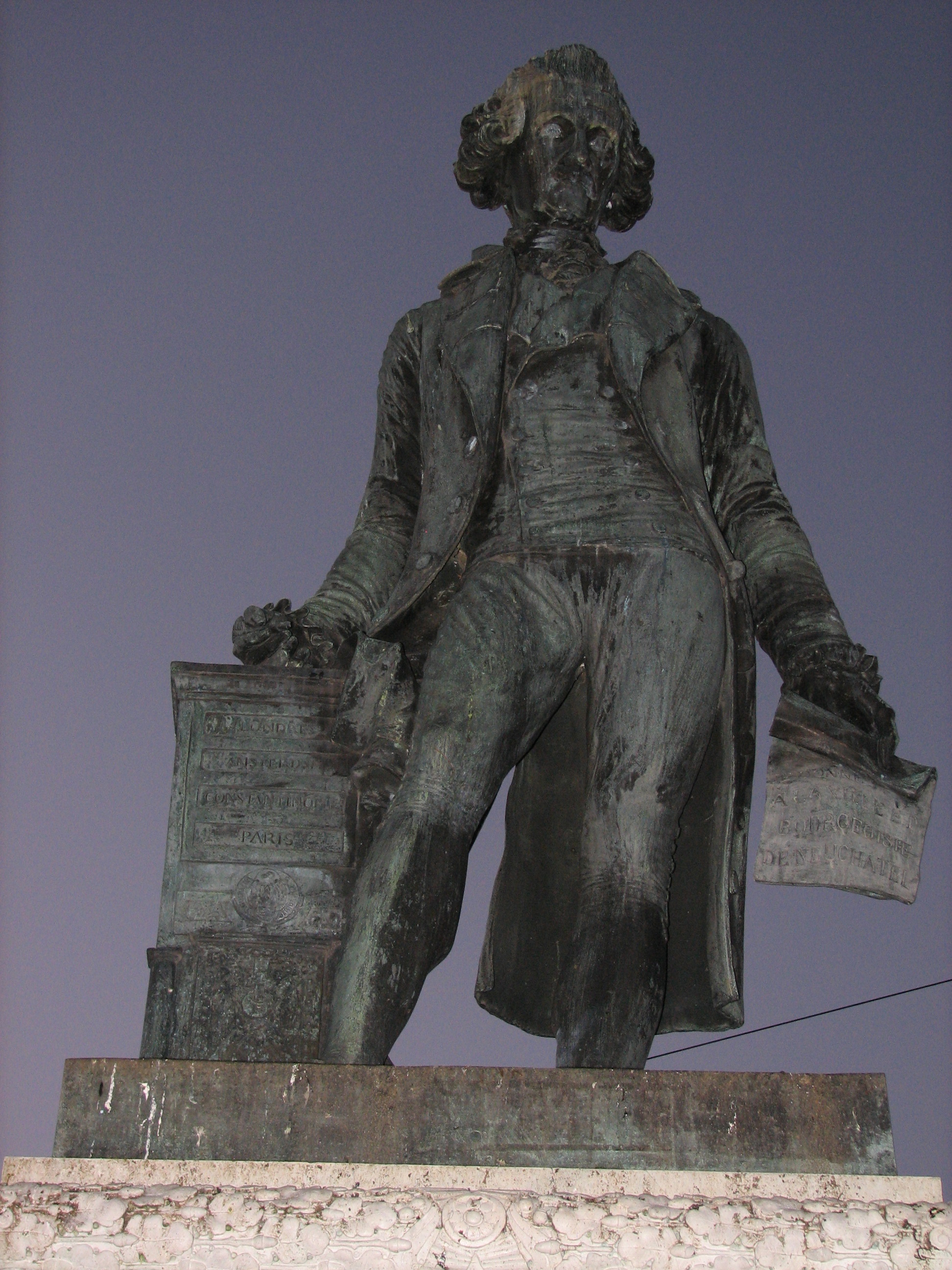
Statue de Purys in Neuchâtel

David de Pury (* 19. Januar 1709 in Neuenburg; † 31. Mai 1786 in Lissabon) war ein Bankier, Diamanten- und Sklavenhändler am portugiesischen Hof.

## Leben
David de Pury war der Sohn von Jean Pierre Pury, der vier Jahre als Korporal in der Niederländischen Ostindien-Kompanie diente und Gründer von Purrysburg in Süd-Carolina war.
David de Pury wuchs im städtischen Waisenhaus in Neuenburg auf. Trotz des frühen Todes seiner Eltern verfügte er über ein weitgespanntes und einflussreiches familiäres Netz der de Pury. 1726 ging David de Pury nach Marseille, wo er in einem Handelshaus zum Kaufmann ausgebildet wurde. 1730 (also nach der sogenannten South Sea Bubble (Südseeblase)) trat er in London in die South Sea Company ein, die weltweiten Handel trieb. Unter anderem verschiffte das Unternehmen Sklavinnen und Sklaven von afrikanischen Ankaufsplätzen nach Südamerika und nach zentralamerikanischen Inseln.
1736 ließ sich de Pury in Lissabon nieder. Er gründete eine Bank und engagierte sich im Diamantenhandel mit Brasilien. Er gewann das Vertrauen des Marquês de Pombal und konnte Schürfrechte der hochprofitablen staatlichen Mine in Diamantina in Brasilien kaufen. Zudem besaß die Gesellschaft Purry, Mellish und Desvismes zwischen 1757 und 1784 das Monopol über die Verwertung von Tropenhölzern wie Mahagoni. 1755 erscheint ferner Pury & Cia. mit einem größeren Aktienpaket als Aktionärin der Companhia do Grão-Pará e Maranhão, einer Gesellschaft, die nicht nur den Export aus Brasilien betrieb, sondern auch die Einfuhr und damit den Sklavenimport aus Afrika für zwanzig Jahre monopolisierte. Beim Erdbeben von Lissabon 1755 verlor er drei Viertel seines Besitzes, den er aber rasch wiedergewann. Er erwarb mit seinen Wirtschaftsaktivitäten, insbesondere mit dem Sklavenhandel, einen enormen Reichtum.
1762 wurde er Hoffaktor des Königs von Portugal. Friedrich der Große ernannte ihn 1785 zum Baron (der preußische König war bis 1848 auch Fürst von Neuenburg).
De Pury blieb unverheiratet und hatte keine Nachkommen. Sein Grab liegt auf dem englischen Friedhof Lissabon. Er vermachte in seinem Testament seiner Heimatstadt Neuchâtel ein riesiges Vermögen von zwei Millionen Livres Tournois. Das Geld floss in die Stadtgestaltung.
Sein Neffe, den er nach Lissabon nachholte, war der spätere Kaufmann und Bankier David-Henri de Meuron.

## Spuren in Neuchâtel
Mit dem von David de Pury hinterlassenen Vermögen konnte die Stadt Neuchâtel mehrere bedeutende Bauwerke errichten:
- 1781 oder 1783 das alte Hospital, das eher ein Hospiz war
- 1788 die erste öffentliche Bibliothek der Schweiz
- 1790 das Rathaus
- 1836–1843 die Ablenkung des Flusses Seyon
- 1835 das Lateinkolleg
- 1853 die Mädchenschule, heute Museum für Naturgeschichte
- die Straße von Plan

Aus Dankbarkeit wurde ihm 1855 eine Statue gesetzt, die seit 1848 durch den Bildhauer David d’Angers gefertigt wurde. Der städtische Hauptplatz trägt seinen Namen. Die Statue wurde in der Nacht auf Montag, den 12. Juli 2020, im Rahmen der Proteste infolge des Todes von George Floyd mit roter Farbe beschmiert.

## Einzelbelege
1. ↑  Helen J. Paul: The South Sea Bubble : an economic history of its origins and consequences (= Routledge explorations in economic history. Nr. 49). Routledge, London; New York 2011, ISBN 978-0-203-84206-5.
2. ↑  cooperaxion.org
3. ↑  Friedrich Carl Gottlob Hirsching: Historisch-literarisches Handbuch berühmter und denkwürdiger Personen welche in dem XVIIIen Jahrhund. gestorben sind, ... 1806 (google.de [abgerufen am 31. März 2020]).
4. ↑  Statue von David de Pury mit roter Farbe bedeckt, in Tagesanzeiger vom 13. Juli 2020; abgerufen am 14. Juli 2020

| Personendaten    | Personendaten                                     |
| ---------------- | ------------------------------------------------- |
| NAME             | Pury, David de                                    |
| ALTERNATIVNAMEN  | Puri, David                                       |
| KURZBESCHREIBUNG | Bankier, Sklavenhändler und Hoffaktor in Portugal |
| GEBURTSDATUM     | 19. Januar 1709                                   |
| GEBURTSORT       | Neuenburg NE                                      |
| STERBEDATUM      | 31. Mai 1786                                      |
| STERBEORT        | Lissabon                                          |